# Comoedia (часопис)
Comoedia : часопис за позориште, музику и филм који је излазио у Београду од 19. новембра 1923. године па до 15. фебруара 1927. године.

## Историјат
Comoedia : часопис за позориште, музику и филм излазио је у Београду од 19. новембра 1923. године па до 15. фебруара 1927. године. Часопис је илустрован фотографијама, цртежима и карикатурама Сташе Беложанског, Жедринског и П. Крижанића. Наслов часописа је на латиници, а текст унутар часописа писан је ћирилицом и  латиницом.

### Власник листа
Власник за Издавачко удружење "Илустрација" је Иван Зрнић, директор "Илустрованог листа".

### Уредници
- од бр. 2 (1924) Драган Алексић;
- од бр. 12 (1924) Никола Трајковић;
- од бр. 1 (1925/26) Никола Б. Јовановић;
- од бр. 1 (1927) уредник Никола Трајковић

### Периодичност излажења
Лист је излазио сваког понедељка. 
Од бр. 1,1927. године часопис је излазио два пута месечно.

### Штампарија
Од првог броја, па све до последњег, часопис Comoedia штампала је штампарија Тифдрук и офсет штампа Графичког завода "Макарије" А. Д., Земун.

### Цена
Цена часописа била је три динара за Србију.

### Сарадници
Часопис Comoedia имао је велики број сарадника, међу којима су: Станислав Винавер, Димитрије Гинић, Јован Танић, Луј Бо, Б. Борко, Вељко Петровић, Е. Захаров, Растко Петровић, Бошко Токин, Драган Алексић, Душан Синобад, В. Турински, Густав Крклец, Мирко М. Поповић, А. Лукић, Милош Црњански, Зл. Белохлавек, Димитрије Спасић, др Свет. Стефановић, Славко Батушић, Александар Илић, Рад. Чкоњевић, Алексеј Ксуњин, Иво Војновић, Јосип Кулунџић, Мирко Полић, М. Световски, Ранко Младеновић, Велимир Јовановић, Стеван К. Христић, Александар Фортунатов, Петар Крстић, Флоријан (псеудоним), Илија Станојевић, Раде Драинац, Оскар Јозефовић, С. Галогажа, Еустатије Јуркас, С. Зубац, Rudolf Maixner, Владимир Николић, М. Ковачевић, Милан Беговић, С. Пармачевић, Божо Ловрић, Драгомир Н. Поповић, Тодор Манојловић, Зденко Вернић, Јурије Такитин, Иван Есин, Мил. Бошњаковићева, Јоза Ивакић, Антонија К. Цвијић, Бернард Шо, William Wauer, Еуген Шарин, Н. Јеврејинов, Милорад Јовановић, К. [Калман] Месарић, М. Стојовић, Карел Чапек, Владимир Николић, Walter Hasen Clever, Борислав С. Минић, Ант. Добронић, Владислав Други, Ј. С. Дојчиновић, Хинко Нучић, Б. Јовановић, Јаков Готовац, Божидар Ковачевић, В. Бојски, Ђ. Јефтимовић, Драгољуб П. Гошић, Алекс. Бродски, Б. Јевтић, Н. Бартуловић, Вл. Ст. Петровић, Влад. Николић, Иво Лахман Већи број текстова потписан иницијалима, ређе псеудонимом.

## Галерија
- Насловна старана часописа Comoedia, број 2, од 23. новембра 1923. године
- Насловна старана часописа Comoedia, број 3, од 2. децембра 1923. године
- Насловна старана часописа Comoedia, број 4, од 10. децембра 1923. године